# Linha do Corgo
A Linha do Corgo é uma linha de caminho-de-ferro desactivada, que une as localidades de Chaves e Peso da Régua, em Portugal. Foi inaugurada em 12 de Maio de 1906, com a chegada do comboio a Vila Real, e concluída a 28 de Agosto de 1921, com a chegada a Chaves. O troço entre Vila Real e Chaves foi encerrado em 1990, enquanto que a ligação entre a Régua e Vila Real fechou para obras em 25 de Março de 2009, sendo encerrada pela Rede Ferroviária Nacional em Julho de 2010.

## Descrição

### Material circulante
Durante muitos anos, o material circulante utilizado na linha foi composto por locomotivas a vapor rebocando carruagens e vagões de madeira. Este material circulante recordava os passageiros do que era retratado nos filmes sobre o Velho Oeste americano, motivo pelo qual os comboios era conhecidos por Texas.
Posteriormente também foram empregues locomotivas a gasóleo, correspondentes às séries 9000 e 9020 da Companhia dos Caminhos de Ferro Portugueses

### Via
A linha atinge, na sua totalidade, uma extensão de 96 Km, sendo totalmente em bitola métrica.

#### Troço entre o Ribeiro de Varges e Pedras Salgadas
Segundo o plano aprovado em 1905, o lanço entre o Ribeiro de Varges e Vila Pouca media, exactamente, 14.076,40 m, sendo 3803,16 m em curva, com um desnível de apenas 73 m; este traçado apresentava-se muito menos sinuoso do que o primeiro da Linha do Corgo, tendo apenas quarenta curvas, tendo cinco um raio de 80 m, e 14, de 100 m. A extensão das vias em patamar era de cerca de 5 Km, sendo 976,40 m em declive, e o traçado restante em rampas de reduzida inclinação, excepto três; uma situava-se imediatamente antes da estação de Vila Pouca, que media 25 milímetros em 580 m, outra tinha 20 mm por 580 m, e a terceira apresentava 19 mm em 560 m. Todas as outras rampas no troço tinham 2 a 10 mm de inclinação. Em termos de obras de arte, este troço incluía numerosos sifões e aquedutos, dois pontões, com 6 e 4 m de comprimento, e duas pontes metálicas, uma sobre a sobre a Ribeira de Tourencinho, e outra sobre o Rio Corgo. Depois de Vila Pouca, a linha seguia o vale do Rio Avelâmes até à povoação de Pedras Salgadas.
Já o lanço de Vila Pouca de Aguiar a Pedras Salgadas caracteriza-se como mais difícil do que o anterior; com efeito, para descer de Vila Pouca de Aguiar até às proximidades de Pedras Salgadas, a via tem de vencer 151,60 m em 7,200 km, o que corresponde a uma inclinação média de 22 mm. A via faz, logo a Norte da localidade de Vila Pouca, um lacete, de reduzidas dimensões, uma vez que as vertentes na margem do Rio Avelâmes não eram propícias para este traçado. Assim, o troço apresentava, segundo o plano aprovado em 1905, 63 curvas, totalizado 3037,77 m; 29 com cerca de 75 m de raio, doze de 80 m, e onze de  100 m. Entre as curvas de sentidos opostos, apenas foi necessário deixar, num ponto, um alinhamento de 21,28 m. O perfil da linha demonstrava três patamares, um de 340 m no extremo da estação de Pedras Salgadas, e dois com 160 m cada um; o traçado restante, com 6540 m de extensão, era em rampa, com inclinações entre os 22 e 23 mm, excepto um, de 16 mm em 260 m. Apenas num pequeno declive de 500 m é que foi necessário ultrapassar o limite de 25 mm de inclinação. Em termos de obras de arte, só foi preciso construir alguns aquedutos, e uma passagem inferior de 3 m; neste troço, só estava projectada uma estação, de segunda classe, em Pedras Salgadas, estando prevista a instalação de um apeadeiro ao PK 3,500, para servir as localidades de Vila Meã (freg. São Tomé do Castelo), Sampaio e Nuzedo. A estação de Pedras Salgadas ficou situada entre a Estrada Real e a Estrada Municipal de acesso ao estabelecimento balnear.
O troço do Ribeiro de Varges e Pedras Salgadas media exactamente 21.276,40 m, dos quais 14.435 14.435,47 eram em alinhamento recto, enquanto que 6.840,93 eram em curva; a extensão dos alinhamentos rectos variava entre os 21,28 e os 1.511,25 m, enquanto que das 103 curvas, 29 eram de 75 m, dezoito de 80 m, 28 de 100 m, sete de 150 m, nove de 200 m, seis de 300 m, quatro de 500 m, e duas de 1000 m. Os onze patamares totalizavam 5.660 m, os nove declives 7.516,40 m, e as nove rampas 8.100 m. Nas rampas contavam-se 2.140 m a 2 mm, 820 m a 6 mm, 1.480 m a 9  mm, 1.140 m a 10 mm, 560 m a 19 mm, 580 m a 20 mm, e 1080 m a 25 mm. Para as terraplanagens, seriam feitas 183.451,820 m³ de escavações, ou 8.622 m³ por metro corrente. Deste valor, 15.679,800 m³ foram empréstimos, e 14.274,660 m³ foram depósitos. Nas escavações, a rocha branda seria de 20%, enquanto que a dura teria 38%.

### Obras de arte
Ao longo da linha existem várias obras de arte, incluindo:

#### Ponte do Corgo (Linha do Douro)
Ponte metálica de três tramos, sobre o rio Corgo, junto à sua foz no rio Douro. Insere-se no troço entre as Estações da Régua e Pinhão da Linha do Douro, que foi inaugurado a 1 de Junho de 1880.
A Linha do Corgo transpõe-a em via algaliada - ou seja, a via métrica construída "dentro" da via larga, sobre as mesmas travessas, saindo deste sistema imediatamente à saída desta ponte.

#### Ponte do Tanha
Ponte metálica de um tramo, transpondo o rio Tanha junto à sua foz no rio Corgo, e imediatamente à saída da estação do Tanha.

#### Pontão da Ribeira das Toirinhas
Pontão metálico de um tramo, que transpõe este pequeno curso de água, que a partir deste local cai numa série de quedas de água até ao rio Corgo, perto da Central do Biel. Este pontão marca o limite da estação de Vila Real.

#### Pontão da Ribeira da Levandeira
Pontão em alvenaria sobre a Ribeira da Levandeira, no termo da cidade de Vila Real com as localidades de Mateus e Abambres.

#### Pontão do Rio Pequeno
Pontão metálico de um tramo, atravessando o Rio Pequeno, junto à passagem inferior do IP4.

#### Pontão da Ribeira das Pardas
Pontão em alvenaria sobre a Ribeira das Pardas, junto ao apeadeiro de Sigarrosa.

#### Ponte de Tourencinho
Esta ponte, de construção metálica, apresenta oito metros de comprimento, sendo constituída por uma viga de alma cheia, sobre encontros de alvenaria.

#### Ponte do Corgo
Esta obra de arte atravessa o Rio Corgo junto a Vila Pouca de Aguiar, e tem um tabuleiro com cerca de 20 m de comprimento e 2 m de altura, de rótula, com o tabuleiro inferior em vale muito aberto. Cada uma das avenidas tem 15 m de comprimento.

#### Pontão da Ribeira de Oura
Pontão metálico de um tramo, sobre a Ribeira de Oura, na vila de Vidago, entre a estação de Vidago e o apeadeiro de Campilho.

#### Ponte do Tâmega
Ponte em arco de alvenaria sobre o rio Tâmega, permitindo à via transpor da margem esquerda para a margem direita, na localidade da Curalha, a poucas centenas de metros da estação do Tâmega.

## História

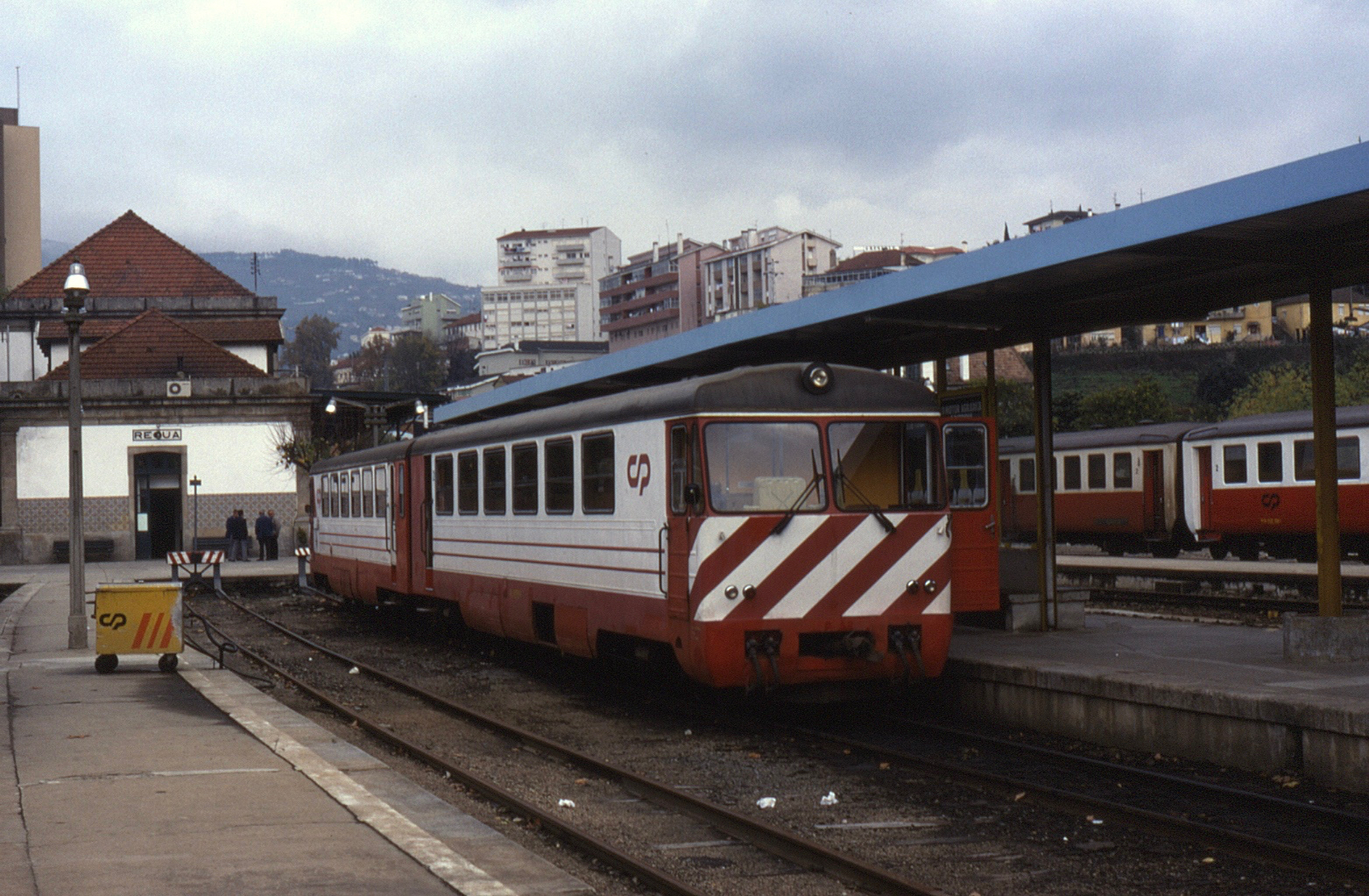
Automotora de via estreita na estação da Régua

### Fases da Construção
| Troço                       | Extensão | Inauguração          | Encerramento         |
| --------------------------- | -------- | -------------------- | -------------------- |
| Régua – Vila Real           | 25 km    | 12 de Maio de 1906   | 25 de Março de 2009  |
| Vila Real – Pedras Salgadas | 41 km    | 15 de Julho de 1907  | 1 de Janeiro de 1990 |
| Pedras Salgadas – Vidago    | 12 km    | 20 de Março de 1910  | 1 de Janeiro de 1990 |
| Vidago – Tâmega             | 14 km    | 20 de Junho de 1919  | 1 de Janeiro de 1990 |
| Tâmega – Chaves             | 7 km     | 21 de Agosto de 1921 | 1 de Janeiro de 1990 |

Em Setembro de 1878, o engenheiro e estadista João Crisóstomo de Abreu e Sousa apresentou um relatório sobre o transporte ferroviário em Portugal, onde estava projectada uma linha de Bragança a Beja, passando pela foz do Rio Sabor.

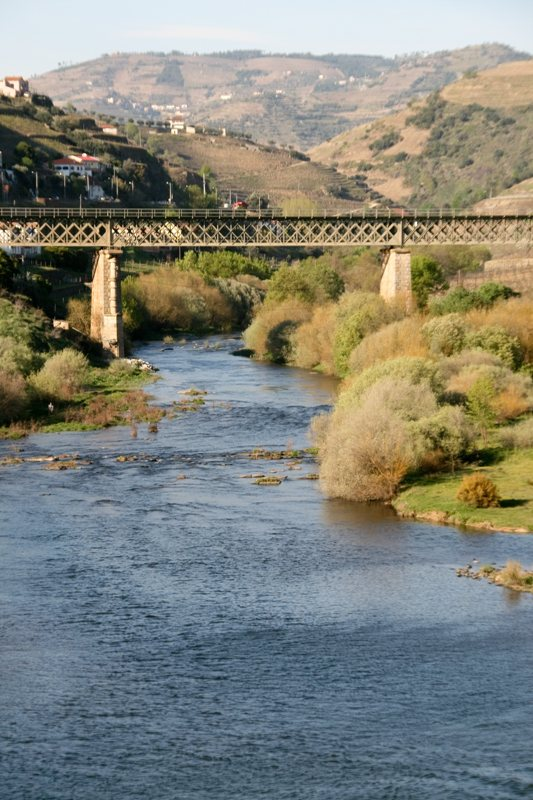
Ponte do Corgo.

Esta linha foi planeada desde o Século XIX, como forma de ligar as estâncias termais de Vidago e Pedras Salgadas, e as importantes localidades de Vila Pouca de Aguiar, Vila Real e Chaves à Linha do Douro.
Depois de várias tentativas e concursos infrutíferos, o governo decidiu construir esta linha por sua própria conta, através da operadora estatal Caminhos de Ferro do Estado. As obras iniciaram-se em 1903, tendo o primeiro troço, de Régua a Vila Real, sido inaugurado em 12 de Maio de 1906.
A linha chegou às Pedras Salgadas em 15 de Julho de 1907, a Vidago a 20 de Março de 1910, a Tâmega em 20 de Junho de 1919, e a Chaves em 28 de Agosto de 1921.
Em 1 de Janeiro de 1990, foi encerrado o troço entre Chaves e Vila Real, alegadamente para a realização de obras de reparação, mas não chegou a reabrir. O resto da Linha, entre Vila Real e Régua, ficou sem serviços, invocando motivos de obras, em 25 de Março de 2009, tendo sido definitivamente suprimida nos finais de 2011. Os serviços de autocarros, que tinham sido criados para substituir os comboios nesta linha, terminaram no dia 1 de Janeiro de 2012. Em março de 2012 a Linha do Corgo foi removida formalmente, pela entidade reguladora, da rede em exploração.

## Movimento Cívico pela Linha do Corgo
O Movimento Cívico pela Linha do Corgo, ou simplesmente MCLC, é um grupo de cidadãos que pretende promover e divulgar a Linha do Corgo tanto na região onde esta se insere como fora desta, através da informação sobre as condições da via, sua história e necessidades da população por ela servida.
Acompanhando as várias notícias sobre a Linha do Corgo, e reivindicando e apresentando soluções aos autarcas dos vales do Corgo e do Alto Tâmega, promoveu já uma concentração na estação de Vila Real pela reabertura tanto do troço Régua - Vila Real como do restante troço até Chaves, que contou com a presença de cerca de cem populares da região, servidos pela Linha do Corgo, incluindo ex-ferroviários e ferroviários no activo.

## A Linha do Corgo no Plano Ferroviário Nacional
Desde a sua versão de 2022 que a Linha do Corgo foi integrada na sua totalidade no Plano Ferroviário Nacional, para reabertura integral da Régua a Chaves - pese embora a decisão final sobre esta reabertura não estar ainda confirmada.
A 7 de Novembro de 2024 foi publicada a Resolução da Assembleia da República n.º 98/2024, onde mais uma vez está prevista a hipótese de reabertura total da Linha do Corgo.